# Pisione gopalai
Pisione gopalai är en ringmaskart som först beskrevs av Alikuhni 1941.  Pisione gopalai ingår i släktet Pisione och familjen Pisionidae. Utöver nominatformen finns också underarten P. g. vannifera.